# Archives (álbum de Rush)
Archives es un álbum recopilatorio de la banda canadiense de rock Rush, lanzado en abril de 1978. La compilación se compone de los tres primeros álbumes de la banda: (Rush, Fly by Night y Caress of Steel). En un principio se lanzó con la portada gris, para luego pasar a ser negra La portada recicla la portada de su álbum 2112 con la imagen del "hombre en la estrella".

## Lista de canciones
De Rush:
1. "Finding My Way"
2. "Need Some Love"
3. "Take a Friend"
4. "Here Again"
5. "What You're Doing"
6. "In the Mood"
7. "Before and After"
8. "Working Man"

De Fly by Night:
1. "Anthem"
2. "Best I Can"
3. "Beneath, Between & Behind"
4. "By-Tor & The Snow Dog"
5. "Fly by Night"
6. "Making Memories"
7. "Rivendell"
8. "In the End"

De Caress of Steel:
1. "Bastille Day"
2. "I Think I'm Going Bald"
3. "Lakeside Park"
4. "The Necromancer"
  - "Into Darkness"
  - "Under the Shadow"
  - "Return of the Prince"
5. "The Fountain of Lamneth"
  - "In the Valley"
  - "Didacts and Narpets"
  - "No One at the Bridge"
  - "Panacea"
  - "Baccus Plateau"
  - "The Fountain"